# NGC 6825
NGC 6825 ist ein interagierendes Galaxienpaar vom Hubble-Typ C im Sternbild Drache am Nordsternhimmel. Es ist schätzungsweise 267 Millionen Lichtjahre von der Milchstraße entfernt.
Das Objekt wurde am 18. September 1884 von dem Astronomen Edward D. Swift entdeckt und später von Johan Dreyer in seinen New General Catalogue aufgenommen.